# 長尾麝鳳蝶
長尾麝鳳蝶也稱臺灣麝香鳳蝶、臺灣麝鳳蝶，是麝鳳蝶屬中的一種蝴蝶。

## 描述
雌雄略有差異。雄蝶頭部有桃紅混褐色的毛叢，觸角與口器為黑褐色，下唇鬚短並帶桃紅色毛。背部黑褐色，腹部為桃紅色，體側與腹面各有一列黑色斑紋。胸部有明顯褐色毛叢，胸足與翅基呈黑褐色，並夾有少許桃紅色毛。
前翅長39-48 mm，外緣幾近筆直或略為圓凸，後翅邊緣波狀，M3 脈延伸出長尾突，內緣有內褶，內藏灰白色發香鱗。前翅背面淺黑褐色，翅脈間有深色帶，中室有四條黑褐帶，其中第三與第四條相連；腹面與背面相似但底色較淺。後翅背面黑褐色，有時帶光澤，外緣排有桃紅或偏黃的弧形紋；腹面紋路更大，M3 室端常見一額外桃紅小斑點。
雌蝶與雄蝶外型相似，但後翅無內褶，基部顏色較淺，弧形紋多半比雄蝶更大。翅腹面與背面一致，色彩均勻。

## 分布
本種分布於中國華東、華南、華西、台灣本島中低海拔地區。

## 生態習性
本種幼蟲以馬兜鈴科植物，如台灣馬兜鈴、瓜葉馬兜鈴、港口馬兜鈴及蜂窩馬兜鈴
等為食，一年多世代，以蛹態越冬。

## 資料來源
1. ↑  Häuser, Christoph L.; de Jong, Rienk; Lamas, Gerardo; Robbins, Robert K.; Smith, Campbell; Vane-Wright, Richard I. . Entomological Data Information System. Staatliches Museum für Naturkunde Stuttgart, Germany. 28 July 2005  [21 June 2013]. （原始内容存档于9 September 2010）.. See note on "impediens" regarding reason for change of authority.
2. ↑  Funet, Atrophaneura
3. 1 2  徐堉峰, 黃嘉龍, 梁家源. . 農業部林業及自然保育署. ISBN 9789860551570.
4. ↑  徐堉峰. . 台中市: 晨星出版社. 2013. ISBN 978-986-177-669-9.

## 外部連結
- 维基共享资源上的相關多媒體資源：長尾麝鳳蝶